# Пайк (округ, Миссисипи)
Округ Пайк (англ. Pike County) — округ штата Миссисипи, США. Население округа на 2000 год составляло 38940 человек. Административный центр округа — город Магнолия.

## История
Округ Пайк основан в 1815 году.

## География
Округ занимает площадь 1059.3 км2.

## Демография
Согласно переписи населения 2000 года, в округе Пайк проживало 38940 человек (данные Бюро переписи населения США). Плотность населения составляла 36.8 человек на квадратный километр.